# Хамар
Ха̀мар (на норвежки: Hamar) е град и едноименна община в южна Норвегия. Разположен е на брега на езерото Мьоса във фюлке Хедмарк на около 100 km северно от столицата Осло. Основан е през 1152 г. Получава статут на град и община на през 1849 г. Има жп гара. Население около 29 800 жители според данни от преброяването към 1 януари 2008 г.

## Спорт
Представителният футболен отбор на града носи името Хамаркамератене, наричан за кратко Хам-Кам. Играл е в най-горните две нива на норвежкия футбол.

## Побратимени градове
- Лунд, Швеция